# Llista de videojocs de GameCube
Aquest article és una llista sobre 700 jocs per la Nintendo GameCube, organitzats alfabèticament pels llançaments a l'Amèrica del Nord (que estan disponibles).
| Índex 0-9 A B C D E F G H I J K L M N O P Q R S T U V W X Y Z |

## 0-9
- 1080° Avalanche
- 18 Wheeler: American Pro Trucker
- 2002 FIFA World Cup
- 2006 FIFA World Cup
- 4x4 EVO 2

## A
- The Adventures of Jimmy Neutron Boy Genius: Attack of the Twonkies
- The Adventures of Jimmy Neutron Boy Genius: Jet Fusion
- Agent Hugo
- Aggressive Inline
- Alien Hominid
- All-Star Baseball 2002
- All-Star Baseball 2003
- All-Star Baseball 2004
- Amazing Island
- American Chopper: Full Throttle
- Animal Crossing
- Animal Forest e+
- Animaniacs: The Great Edgar Hunt
- The Ant Bully
- Aquaman: Battle for Atlantis
- Army Men: Air Combat - The Elite Missions
- Army Men: RTS
- Army Men: Sarge's War
- Asterix & Obelix XXL
- ATV Quad Power Racing 2
- Auto Modellista
- Avatar: The Last Airbender

## B
- Backyard Baseball
- Backyard Baseball 2007
- Backyard Football
- Bad Boys: Miami Takedown
- Baldur's Gate: Dark Alliance
- Barbarian
- Barnyard
- The Baseball 2003
- Baten Kaitos: Eternal Wings and the Lost Ocean
- Baten Kaitos Origins
- Batman Begins
- Batman: Dark Tomorrow
- Batman: Rise of Sin Tzu
- Batman Vengeance
- Battalion Wars
- Battle Stadium D.O.N
- Beach Spikers
- BeyBlade: Super Tournament Battle
- Beyond Good & Evil
- Big Air Freestyle
- Big Mutha Truckers
- Billy Hatcher and the Giant Egg
- Bionicle: The Game
- Bionicle Heroes
- Black & Bruised
- Bleach GC: Tasogare Ni Mamieru Shinigami
- Blood Omen 2: Legacy of Kain
- BloodRayne
- Bloody Roar: Primal Fury
- BlowOut
- BMX XXX
- Boboboubo Boubobo Dassutsu! Hajike Royale
- Bomberman Generation
- Bomberman Jetters
- Bomberman Land 2
- Bratz: Forever Diamondz
- Bratz: Rock Angelz
- Buffy the Vampire Slayer: Chaos Bleeds
- Burnout
- Burnout 2: Point of Impact
- Bust-a-Move 3000
- Butt Ugly Martians: Zoom or Doom

## C
- Cabela's Big Game Hunter 2005 Adventures
- Cabela's Dangerous Hunts 2
- Cabela's Outdoor Adventures 2006
- Call of Duty: Finest Hour
- Call of Duty 2: Big Red One
- Capcom vs. SNK 2 EO
- Captain Tsubasa: Ougon Sedai no Chousen
- Carmen Sandiego: The Secret of the Stolen Drums
- Cars
- Casper: Spirit Dimensions
- Catwoman
- Cel Damage
- Chaos Field
- Charinko Hero
- Charlie and the Chocolate Factory
- Charlie's Angels
- Chibi-Robo!
- Chicken Little
- The Chronicles of Narnia: The Lion, The Witch and The Wardrobe
- City Racer
- Cocoto Kart Racer
- Cocoto Platform Jumper
- Codename: Kids Next Door: Operation V.I.D.E.O.G.A.M.E.
- Conan: The Dark Axe
- Conflict: Desert Storm
- Conflict: Desert Storm II: Back to Baghdad
- Crash Bandicoot: The Wrath of Cortex
- Crash Nitro Kart
- Crash Tag Team Racing
- Crazy Taxi
- Cubivore
- Cubix Robots for Everyone: Showdown
- Curious George
- Custom Robo

## D
- D.I.C.E.
- Dakar 2
- Dance Dance Revolution: Mario Mix
- Dark Summit
- Darkened Skye
- Dave Mirra Freestyle BMX 2
- Dead to Rights
- Def Jam Vendetta
- Def Jam: Fight for NY
- Defender
- Densetsu no Quiz Ouketteisen
- Derby Tsuku 3: Derby Uma o Tsukurou!
- Die Hard: Vendetta
- Digimon Rumble Arena 2
- Digimon World 4
- Dinotopia: The Sunstone Odyssey
- Disney Sports Basketball
- Disney Sports Football
- Disney Sports Skateboarding
- Disney Sports Soccer
- Disney's Extreme Skate Adventure
- Disney's Hide and Sneak
- Disney's Magical Mirror
- Disney's Party
- Disney's PK: Out of the Shadows
- Disney's Tarzan: Untamed
- Dokapon DX
- Donald Duck: Goin' Quackers[eur 1]
- Donkey Kong Jungle Beat
- Donkey Konga
- Donkey Konga 2
- Donkey Konga 3
- Doraemon Minna de Yuubou!
- Dora the Explorer: Journey to the Purple Planet
- Doshin the Giant
- Dr. Muto
- Dragon Ball Z: Budokai
- Dragon Ball Z: Budokai 2
- Dragon Ball Z: Sagas
- Dragon Drive
- Dragon's Lair 3D: Return to the Lair
- DreamMix TV World Fighters
- Driven
- Drome Racers
- Duel Masters

## E
- Ed, Edd n Eddy: The Mis-Edventures
- Egg Mania: Eggstreme Madness[eur 2]
- Eisei Meijin VI
- Enter the Matrix
- Eragon
- ESPN International Winter Sports 2002
- ESPN MLS ExtraTime 2002
- Eternal Darkness: Sanity's Requiem
- Evolution Skateboarding
- Evolution Snowboarding
- Evolution Worlds
- Extreme-G 3

## F
- F-Zero GX
- F1 2002
- F1 Career Challenge
- The Fairly OddParents: Shadow Showdown
- The Fairly OddParents: Breakin' Da Rules
- Family Guy
- Family Stadium 2003
- Fantastic 4[eur 3]
- FIFA 06
- FIFA 2002
- FIFA 2003
- FIFA Soccer 2004[eur 4]
- FIFA Soccer 2005[eur 5]
- FIFA World Cup 2006
- FIFA Soccer 07
- FIFA Street
- FIFA Street 2
- Fight Night: Round 2
- Final Fantasy: Crystal Chronicles
- Finding Nemo
- Fire Emblem: Path of Radiance
- Fireblade
- Flintstones in Viva Rock Vegas
- Flushed Away
- Freaky Flyers
- Freedom Fighters
- Freekstyle
- Freestyle MetalX
- Freestyle Street Soccer
- Frogger Beyond
- Frogger Helmet Chaos
- Frogger's Adventures: The Rescue
- Frogger: Ancient Shadow
- From TV Animation: One Piece Treasure Battle!
- Future Tactics: The Uprising

## G
- Gadget Racers
- Gakuen Toshi Vara Noir Roses
- Galidor: Defenders of the Outer Dimension
- Gauntlet: Dark Legacy
- Geist
- Gekitou Pro Yakyuu
- Generation of Chaos Exceed
- Tom Clancy's Ghost Recon
- Tom Clancy's Ghost Recon 2
- GiFTPiA
- Gladius
- Go! Go! Hypergrind
- Goblin Commander: Unleash the Horde
- Godzilla: Destroy All Monsters Melee
- GoldenEye: Rogue Agent
- Gotcha Force
- Greg Hastings' Tournament Paintball Max'd
- The Grim Adventures of Billy & Mandy
- Groove Adventure Rave: Fighting Live
- Grooverider: Slot Car Thunder
- GT Cube
- GUN

## H
- Happy Feet
- Harry Potter and the Chamber of Secrets
- Harry Potter and the Prisoner of Azkaban
- Harry Potter and the Sorcerer's Stone[eur 6]
- Harry Potter and the Goblet of Fire
- Harry Potter: Quidditch World Cup
- Harvest Moon: A Wonderful Life
- Harvest Moon: Another Wonderful Life
- Harvest Moon: Magical Melody
- The Haunted Mansion
- Hello Kitty: Roller Rescue
- Hikaru no Go 3
- Hitman 2: Silent Assassin
- The Hobbit
- Home Run King
- Homeland
- Hot Wheels Velocity X
- Hot Wheels World Race[eur 7]
- Hudson Selection Vol. 1: Lode Runner
- Hudson Selection Vol. 2: Star Soldier
- Hudson Selection Vol. 3: Bonk's Adventure
- Hudson Selection Vol. 4: Adventure Island
- The Hulk
- Hunter: The Reckoning

## I
- I-Ninja
- Ice Age 2: The Meltdown
- Ikaruga
- The Incredible Hulk: Ultimate Destruction
- The Incredibles
- The Incredibles: Rise of the Underminer
- Intellivision Lives!
- International Superstar Soccer 2
- International Superstar Soccer 3
- The Italian Job

## J
- James Bond 007: Agent Under Fire
- James Bond 007: Everything or Nothing
- James Bond 007: From Russia with Love
- James Bond 007: NightFire
- Jeremy McGrath Supercross World
- Jikkyou Powerful Major League
- Jikkyou Powerful Pro Yakyuu 9
- Jikkyou Powerful Pro Yakyuu 9 Ketteiban
- Jikkyou Powerful Pro Yakyuu 10
- Jikkyou Powerful Pro Yakyuu 10 Chou Ketteiban
- Jikkyou Powerful Pro Yakyuu 11
- Jikkyou Powerful Pro Yakyuu 11 Chou Ketteiban
- Jikkyou Powerful Pro Yakyuu 12
- Jikkyou Powerful Pro Yakyuu 12 Ketteiban
- Jikkyou World Soccer 2002
- Jimmy Neutron: Boy Genius
- Judge Dredd: Dredd Vs. Death

## K
- Kao the Kangaroo Round 2
- Karaoke Revolution Party
- Kelly Slater's Pro Surfer
- Killer 7
- King Arthur
- Peter Jackson's King Kong: The Official Game of the Movie
- Kirby
- Kirby Air Ride
- Kiwame Mahjong DX2
- Knights of the Temple
- Knockout Kings 2003
- Korokke! Ban-Ou no Kiki o Sukue
- Kururin Squash!

## L
- Largo Winch
- Legend of Golfer
- The Legend of Spyro: A New Beginning
- The Legend of Zelda: Collector's Edition
- The Legend of Zelda: Four Swords Adventures
- The Legend of Zelda: Ocarina of Time Master Quest
- The Legend of Zelda: Twilight Princess
- The Legend of Zelda: The Wind Waker
- Legends of Wrestling
- Legends of Wrestling II
- LEGO Star Wars: The Video Game
- LEGO Star Wars II: The Original Trilogy
- Lemony Snicket's A Series of Unfortunate Events
- Looney Tunes: Back in Action
- The Lord of the Rings: The Return of the King
- The Lord of the Rings: The Two Towers
- The Lord of the Rings: The Third Age
- Lost Kingdoms
- Lost Kingdoms II
- Lotus Challenge
- Luigi's Mansion
- Lupin III: Umi ni Kieta Hihou

## M
- Madagascar
- Madden NFL 2002
- Madden NFL 2003
- Madden NFL 2004
- Madden NFL 2005
- Madden NFL 06
- Madden NFL 07
- Major League Baseball 2K6
- Mario Golf: Toadstool Tour
- Mario Kart: Double Dash!!
- Mario Party 4
- Mario Party 5
- Mario Party 6
- Mario Party 7
- Mario Power Tennis
- Mario Superstar Baseball
- Mark Davis Pro Bass Challenge
- Martial Champion
- Marvel Nemesis: Rise of the Imperfects
- Mary-Kate and Ashley: Sweet 16
- Mat Hoffman's Pro BMX 2
- MaxPlay Classic Games Volume 1
- MC Groovz Dance Craze
- Medabots Infinity
- Medal of Honor: European Assault
- Medal of Honor: Frontline
- Medal of Honor: Rising Sun
- Mega Man Anniversary Collection
- Mega Man Network Transmission
- Mega Man X Collection
- Mega Man X: Command Mission
- Men in Black II: Alien Escape
- Mercedes Benz World Racing
- Metal Arms: Glitch in the System
- Metal Gear Solid: The Twin Snakes
- Metroid Prime
- Metroid Prime 2: Echoes
- Micro Machines
- Midway Arcade Treasures
- Midway Arcade Treasures 2
- Midway Arcade Treasures 3
- Minority Report: Everybody Runs
- Mission: Impossible: Operation Surma
- MLB Slugfest 20-03
- MLB Slugfest 20-04
- Mobile Suit Gundam: Gundam vs. Z Gundam
- Mobile Suit Gundam: The Ace Pilot
- Momotarou Dentetsu 11
- Momotarou Dentetsu 12
- Monopoly Party
- Monster 4x4: Masters of Metal
- Monster House
- Monster Jam: Maximum Destruction
- Monsters Inc. Scream Arena
- Mortal Kombat: Deadly Alliance
- Mortal Kombat: Deception
- Mr. Driller: Drill Land
- Muppets Party Cruise
- Mutsu Tonohohon
- MVP Baseball 2004
- MVP Baseball 2005
- MX Superfly
- Mystic Heroes

## N
- Namco Museum
- Namco Museum 50th Anniversary
- Naruto: Gekitou Ninja Taisen (Naruto: Clash of Ninja)
- Naruto: Gekitou Ninja Taisen 2 (Naruto: Clash of Ninja 2)
- Naruto: Gekitou Ninja Taisen 3
- Naruto: Gekitou Ninja Taisen 4
- NASCAR 2005: Chase for the Cup
- NASCAR Thunder 2003
- NASCAR: Dirt to Daytona
- NBA 2K2
- NBA 2K3
- NBA Courtside 2002
- NBA Live 2003
- NBA Live 2004
- NBA Live 2005
- NBA Live 06
- NBA Street
- NBA Street Vol. 2
- NBA Street V3
- NCAA College Basketball 2K3
- NCAA College Football 2K3
- NCAA Football 2003
- NCAA Football 2004
- NCAA Football 2005
- Need for Speed: Carbon
- Need for Speed: Hot Pursuit 2
- Need for Speed: Most Wanted
- Need for Speed: Underground
- Need for Speed: Underground 2
- Neighbors from Hell
- NFL 2K3
- NFL Blitz 20-02
- NFL Blitz 20-03
- NFL Blitz Pro
- NFL Quarterback Club 2002
- NFL Street
- NFL Street 2
- NHL 2003
- NHL 2004
- NHL 2005
- NHL 06
- NHL 2K3
- NHL Hitz 20-02
- NHL Hitz 20-03
- NHL Hitz Pro
- Nickelodeon Party Blast
- Nicktoons: Battle for Volcano Island
- Nicktoons Unite!
- Nintendo Puzzle Collection

## O
- Odama
- Ohenro-San
- One Piece Grand Battle
- One Piece Grand Battle 3
- One Piece: Grand Adventure
- One Piece: Pirates Carnival
- Open Season
- Outlaw Golf
- Over the Hedge

## P
- P.N. 03
- Pac-Man Fever
- Pac-Man Vs.
- Pac-Man World 2
- Pac-Man World 3
- Pac-Man World Rally
- Paper Mario: The Thousand-Year Door
- Phantasy Star Online Episode I & II
- Phantasy Star Online Episode I & II Plus
- Phantasy Star Online Episode III: C.A.R.D. Revolution
- Piglet's Big Game
- Pikmin
- Pikmin 2
- Pinball Hall of Fame: The Gottlieb Collection
- Pitfall: The Lost Expedition
- Pokémon Box: Ruby & Sapphire
- Pokémon Channel
- Pokémon Colosseum
- Pokémon XD: Gale of Darkness
- The Polar Express
- Pool Edge
- Pool Paradise
- Power Rangers: Dino Thunder
- Powerpuff Girls: Relish Rampage
- Prince of Persia: The Sands of Time
- Prince of Persia: The Two Thrones
- Prince of Persia: Warrior Within
- Pro Rally 2002
- Pure Evil 2-Pack
- Puyo Pop Fever

## R
- R: Racing Evolution
- Racing Simulation 3
- Radirgy Generic
- Tom Clancy's Rainbow Six 3: Raven Shield
- Tom Clancy's Rainbow Six: Lockdown
- Rally Championship
- Rampage: Total Destruction
- Rayman 3: Hoodlum Havoc
- Rayman Arena
- Rayman Raving Rabbids
- Red Faction II
- RedCard 20-03
- Rei Fighter Gekitsui Senki
- Reign of Fire
- Resident Evil
- Resident Evil 0
- Resident Evil 2
- Resident Evil 3: Nemesis
- Resident Evil 4
- Resident Evil Code: Veronica X
- Ribbit King
- Road Trip: Arcade Edition
- RoadKill
- RoboCop
- Robotech: Battlecry
- Robots
- Rocket Power: Beach Bandits
- Rocky
- Rogue Ops
- Room Zoom
- Rugrats: Royal Ransom

## S
- Samurai Jack: The Shadow of Aku
- Scaler
- Scooby Doo! Mystery Mayhem
- Scooby-Doo! Night of 100 Frights
- Scooby-Doo! Unmasked
- The Scorpion King: Rise of the Akkadian
- SD Gundam Gashapon Wars
- Sea World: Shamu's Deep Sea Adventure
- Second Sight
- Sega Soccer Slam
- Serious Sam: Next Encounter
- Shadow the Hedgehog
- Shaman King: Soul Fight
- Shark Tale
- Shikigami No Shiro II
- Shinseiki GPX Cyber Formula: Road to the Evolution
- Shrek 2
- Shrek: Extra Large
- Shrek Smash and Crash
- Shrek: Super Party
- Shrek SuperSlam
- The Simpsons Hit & Run
- The Simpsons Road Rage
- The Sims
- The Sims Bustin' Out
- The Sims 2
- The Sims 2: Pets
- Skies of Arcadia Legends
- Smashing Drive
- Smuggler's Run: Warzones
- Sonic Adventure DX: Director's Cut
- Sonic Adventure 2 Battle
- Sonic Gems Collection
- Sonic Heroes
- Sonic Mega Collection
- Sonic Riders
- Soul Calibur II
- Space Raiders
- Spartan: Total Warrior
- Spawn: Armageddon
- Special Jinsei Game
- Speed Challenge: Jacques Villeneuve's Racing Vision
- Speed Kings
- Sphinx and the Cursed Mummy
- Spider-Man: The Movie
- Spider-Man 2
- Spirits & Spells[eur 8]
- The SpongeBob SquarePants Movie
- SpongeBob SquarePants: Battle for Bikini Bottom
- SpongeBob SquarePants: Creature from the Krusty Krab
- SpongeBob SquarePants: Lights, Camera, Pants!
- SpongeBob SquarePants: Revenge of the Flying Dutchman
- Spy Hunter
- Spyro: A Hero's Tail
- Spyro: Enter the Dragonfly
- SSX 3
- SSX On Tour
- SSX Tricky
- Star Fox Adventures
- Star Fox: Assault
- Star Wars: Bounty Hunter
- Star Wars Jedi Knight II: Jedi Outcast
- Star Wars Rogue Squadron II: Rogue Leader
- Star Wars Rogue Squadron III: Rebel Strike
- Star Wars: The Clone Wars
- Starsky & Hutch
- Street Hoops
- Street Racing Syndicate
- Strike Force Bowling
- The Sum of All Fears
- Summoner: A Goddess Reborn
- Super Bubble Pop
- Super Mario Strikers[eur 9]
- Super Mario Sunshine
- Super Monkey Ball
- Super Monkey Ball 2
- Super Monkey Ball Adventure
- Super Paper Mario
- Super Robot Wars GC
- Super Smash Bros. Melee
- Superman: Shadow of Apokolips
- Swingerz Golf[eur 10]
- SX Superstar

## T
- Tak and the Power of Juju
- Tak 2: The Staff of Dreams
- Tak: The Great Juju Challenge
- Tales of Symphonia
- Taz Wanted
- Teen Titans
- Teenage Mutant Ninja Turtles
- Teenage Mutant Ninja Turtles 2: Battle Nexus
- Teenage Mutant Ninja Turtles 3: Mutant Nightmare
- Teenage Mutant Ninja Turtles: Mutant Melee
- Tengai Makyou II: Manjimaru
- Tensai Bit-Kun: Gramon Battle
- Terminator 3: The Redemption
- Tetris Worlds
- Tiger Woods PGA Tour 2003
- Tiger Woods PGA Tour 2004
- Tiger Woods PGA Tour 2005
- Tiger Woods PGA Tour 06
- TimeSplitters 2
- TimeSplitters: Future Perfect
- Tomb Raider: Legend
- Tom and Jerry in War of the Whiskers
- Tom Clancy's Splinter Cell
- Tom Clancy's Splinter Cell: Chaos Theory
- Tom Clancy's Splinter Cell: Double Agent
- Tom Clancy's Splinter Cell: Pandora Tomorrow
- Tonka: Rescue Patrol
- Tony Hawk's American Wasteland
- Tony Hawk's Pro Skater 3
- Tony Hawk's Pro Skater 4
- Tony Hawk's Underground
- Tony Hawk's Underground 2
- Top Angler
- Top Gun: Combat Zones
- Tower of Druaga
- TransWorld Surf: Next Wave
- TriggerMan
- True Crime: New York City
- True Crime: Streets of LA
- Tube Slider
- Turok: Evolution
- Ty the Tasmanian Tiger
- Ty the Tasmanian Tiger 2: Bush Rescue
- Ty the Tasmanian Tiger 3: Night of the Quinkan

## U
- UEFA Champions League 2004-2005
- UFC: Throwdown
- Ultimate Muscle: Legends vs. New Generation
- Ultimate Spider-Man
- Universal Studios Theme Park Adventure
- The Urbz: Sims in the City

## V
- V-Rally 3
- Vexx
- Viewtiful Joe
- Viewtiful Joe 2
- Viewtiful Joe: Red Hot Rumble
- Virtua Quest
- Virtua Striker 2002

## W
- Wallace & Gromit in Project Zoo
- Wario World
- WarioWare, Inc.: Mega Party Game$
- Wave Race: Blue Storm
- Whirl Tour
- Winnie the Pooh's Rumbly Tumbly Adventure
- Wizardry Empire 3
- World Championship Poker
- World Championship Pool 2004
- World Series of Poker
- World Soccer Winning Eleven 6 Final Evolution
- Worms 3D
- Worms Blast
- Wreckless: The Yakuza Missions
- WTA Tour Tennis
- WWE Crush Hour
- WWE Day of Reckoning
- WWE Day of Reckoning 2
- WWE WrestleMania X8
- WWE WrestleMania XIX

## X
- X-Men Legends
- X-Men Legends II: Rise of Apocalypse
- X-Men: Next Dimension
- X2: Wolverine's Revenge
- X-Men: The Official Game
- XGRA: Extreme-G Racing Association
- XIII

## Y
- Yu-Gi-Oh! The Falsebound Kingdom

## Z
- Zapper: One Wicket Cricket
- Zatch Bell! Mamodo Battles
- Zatch Bell! Mamodo Fury
- Zatch Bell! Yuujou no Tag Battle
- Zatch Bell! Yuujou no Tag Battle Full Power
- Zettai Zetsumei: Dencharasuji Sansugoroku
- Zoids Vs.
- Zoids Vs. III
- Zoids: Battle Legends
- Zoids: Full Metal Crash
- ZooCube

| Contingut: | Inici - 0–9 A B C D E F G H I J K L M N O P Q R S T U V W X Y Z |

## Cancel·lats
Aquesta és la llista dels videojocs de Gamecube cancel·lats, però no de la consola Wii.
- Banjo Threeie
- Donkey Kong Racing
- Grabbed by the Ghoulies
- Kameo: Elements of Power
- Marionette
- NFL Retro Football
- Nintendo Pennant Chase Baseball
- Perfect Dark Zero
- Raven Blade
- Stage Debut
- Super Mario 128
- Thunder Rally
- Too Human

### Títols europeus
1. ↑  Donald Duck: Quack Attack
2. ↑  Eggo Mania
3. ↑  Fantastic Four
4. ↑  FIFA 2004
5. ↑  FIFA Football 2005
6. ↑  Harry Potter and the Philosopher's Stone: Next Generation
7. ↑  Hot Wheels Highway 35 World Race
8. ↑  Castleween
9. ↑  Mario Smash Football
10. ↑  Ace Golf

11.↑ Greg Hastings Tournament Paintball Max'D